# Jeepney
En Jeepney er en slags ombygget mellemting mellem en bus og et militærkøretøj. Disse rigt udsmykkede og farverige køretøjer fungerer som offentlig transport næsten overalt i Filippinerne.